# Похмурі казки прерій
Похмурі казки прерій (англ. Grim Prairie Tales) — американський фільм жахів-кіноальманах 1990 року.

## Сюжет
На заході США в прерії зустрілися двоє — бувалий ковбой і шкільний учитель. Щоб скоротати ніч, вони почали розповідати один одному цікаві байки — про старого, який боявся смерті; про чоловіка, який зустрів одного разу вагітну жінку і погодився стати її захисником; про невдале одруження і нарешті про змагання найкращих стрільців.

## У ролях
- Джеймс Ерл Джонс — Моррісон
- Бред Дуріф — Фарлі
- Вілл Хер — Лі
- Марк МакКлюр — Том
- Мішель Джойнер — Дженні
- Вільям Атертон — Артур
- Ліза Айкхорн — Морін
- Венді Дж. Кук — Єва
- Скотт Полін — Мартін
- Дженніфер Барлоу — Сара
- Ден Лігант — доктор Лідерман
- Вільям Мартін Бреннан — Блай
- Том Сімкокс — Хорн
- Брюс М. Фішер — Колочез
- Джеймс Глік — шеф
- Стів Рівіс — дитина